# Олейник, Роберт (лётчик)
Роберт Олейник (нем. Robert Olejnik); 9 марта 1911, Эссен-Борбек — 29 октября 1988, Мюнхен) — немецкий лётчик-ас Второй мировой войны. Совершил 680 боевых вылетов, одержав 42 победы, из них 32 на Восточном фронте и 10 против союзников, в том числе сбил три Летающих крепости.
Непосредственно участвовал в испытаниях и боевом применении ракетного истребителя-перехватчика Messerschmitt Me.163 Komet.
Кавалер Рыцарского креста Железного креста.

## Биография
Родился 9 марта 1911, в городе Эссен-Борбек, Германская империя. Мать немка, отец по происхождению украинец, горный инженер, переселился из Российской империи до начала Первой мировой войны.
В октябре 1933 года поступил в Немецкую школу транспортной авиации, которая являлась, в том числе, прикрытием для подготовки военных лётчиков. С марта 1935 года и до конца войны служил в люфтваффе. До июня 1940 инструктор, затем пилот-истребитель, а позднее командир фронтовых и испытательных эскадрилий в боевых частях.
В послевоенное время принимал участие во встречах ветеранов JG 400. В последний раз в октябре 1988 года на авиабазе «Ольденбург» (ФРГ), незадолго перед смертью.

## Участие в боевых действиях
Оберфельдфебель Роберт Олейник 15 июня 1940 получил назначение во 2-ю эскадрилью второй группы 3-й истребительной эскадры «Удет» (2./JG3). Начал воевать на Messerschmitt Bf.109E, а с осени 1941 года на Messerschmitt Bf.109F. 26 августа 1940 года открыл счет собственным победам, сбив в районе Faversham (Великобритания) истребитель Хоукер Харрикейн (Hurricane), 5 сентября 1940 года над устьем реки Темза сбил два истребителя Супермарин Спитфайр (Supermarine Spitfire).
21 мая 1941 был назначен командиром 1-й эскадрильи 1./JG3. До начала вторжения в СССР на счету Роберта Олейника было пять побед. 22 июня 1941 года в районе Львова приблизительно в 3:40 утра Олейник сбил советский самолёт — истребитель И-16. Считается, что это была первая победа пилота люфтваффе на Восточном фронте. На следующий день им было сбито четыре бомбардировщика СБ-2 а 26 июня ещё пять бомбардировщиков ДБ-3. 27 июня 1941 под Каневом Роберта Олейника сбил советский ас младший лейтенант Василий Деменок (20 марта 1915 — 14 августа 1941, восемь побед, два воздушных тарана) на истребителе И-16 из 88 ИАП, 44-я истребительная авиационная дивизия. 14 августа 1941 года Роберт Олейник снова был сбит и опять пилотом на истребителе И-16. Совершил вынужденную посадку вблизи Василькова (Киевская область).
27 июля 1941 года награждён Рыцарским крестом Железного креста (по другим данным в августе 1941).
14 сентября 1941 года II./JG3 перебазировали в Голландию для патрулирования прибрежной зоны и обороны портов от налётов английской авиации. На тот момент Роберт Олейник имел 37 побед из них 32 на Восточном фронте (по другим источникам[каким?] на Восточном фронте 31 победа).
26 июля 1943 года гауптман Роберт Олейник назначен командиром III./JG1 и в тот же день он сбил свой первый бомбардировщик B-17. Интересно, что третий сбитый им 8 октября 1943 года над Бременом B-17 совпал с последним днем его командования III./JG1.

## Испытания ракетного истребителя-перехватчика Messerschmitt Ме.163 Komet
8 октября 1943 Роберт Олейник назначен командиром Erprobungskommando 16 (EKdo 16) для проведения испытаний ракетного истребителя-перехватчика Messerschmitt Me.163 Komet. 1 марта 1944 принял под своё командование 20-ю эскадрилью 20./JG 1.
21 апреля 1944 под Виттмундом во время посадки взорвался пилотируемый Олейником Me.163. В результате катастрофы он получил тяжёлые травмы спины и лица. Олейнику повезло, обычно при таких авариях у пилота было мало шансов выжить. После выписки из госпиталя 1 августа 1944 Олейник принял командование I./JG 400, которая была сформирована 26 апреля 1944 в Виттмунде на основе 20./JG 1.

## Награды
- Знак пилота-наблюдателя Люфтваффе
- Железный крест
  - 2-го класса (17 сентябрь 1940)
  - 1-го класса (21 сентябрь 1940)
- Планка для летчиков-истребителей в золоте (5 мая 1941)
- Рыцарский крест Железного креста (27 июля 1941, Обер-лейтенант, командир 1-й эскадрильи I./JG 3)
- Почётный Кубок Люфтваффе (август 1941)[9]

## Звания
| Страна                                                                  | Дата присвоения | Звание                             |
| Красный флаг, в центре которого находится белый круг с чёрной свастикой | 01 ноября 1933  | Ефрейтор (нем. Gefreiter)          |
| Красный флаг, в центре которого находится белый круг с чёрной свастикой | 01 ноября 1934  | Унтер-офицер (нем. Unteroffizier)  |
| Красный флаг, в центре которого находится белый круг с чёрной свастикой | 01 октября 1935 | Фельдфебель (нем. Feldwebel)       |
| Красный флаг, в центре которого находится белый круг с чёрной свастикой | 01 января 1941  | Обер-лейтенант (Старший лейтенант) |
| Красный флаг, в центре которого находится белый круг с чёрной свастикой | 01 марта 1943   | Гауптман (Капитан)                 |
| Красный флаг, в центре которого находится белый круг с чёрной свастикой | 01 марта 1945   | Майор                              |